# Lenguas cai-long
Cai–long ( en chino: 蔡龙语支) o ta-li son un grupo de lenguas sino-tibetanas habladas en el oeste de Guizhou (China). De ellas solo el idioma caijia sigue vivo, mientras que el longjia y el luren están extintos. La rama fue reconocida por primera vez por investigadores chinos en la década de 1980, con el término cai–long ( en chino: 蔡龙语支) mencionado por primera vez en Guizhou (1982: 43).
Estas lenguas no tienen una clasificación clara dentro del sino-tibetano y se incluyen como siníticaso macro-bai.

## Idiomas
Los idiomas cai-long son:
- Caijia
- Longjia (extinta)
- Luren (extinto)

Además, el Instituto Max Planck de Antropología Evolutiva, a través de su base de datos Glottolog, propone que el longjia y el luren forman la rama "longjia-luren" dentro del cai-long.

## Innovaciones léxicas
Hölzl (2021) propone el nombre ta–li como un acrónimo de las dos innovaciones léxicas: el número 'dos' y 'cerdo', respectivamente.
| Idioma                 | 'dos' | 'cerdo' |
| ---------------------- | ----- | ------- |
| Caijia ( Hezhang)      | ta 55 | li 21   |
| Luren ( Qianxi)        | ta 31 | li 31   |
| Longjia (Pojiao/Huaxi) | ta 31 | lɛ 55   |

## Veése también
- Lista de grupos étnicos no reconocidos de Guizhou
- Lista comparativa de vocabulario del Gran Bai (Wikcionario)